# جرج فیواس
جرج فیواس (انگلیسی: George Fivas؛ زادهٔ ۲۵ مهٔ ۱۹۷۳) یک تهیه‌کننده و کارگردان اهل ایالات متحده آمریکا است.
از فیلم‌ها یا برنامه‌های تلویزیونی که وی در آن نقش داشته است می‌توان به انقلاب تابستانی اشاره کرد.